# 17095 Магадік
17095 Магадік (17095 Mahadik) — астероїд головного поясу, відкритий 10 травня 1999 року.
Тіссеранів параметр щодо Юпітера — 3,502.